# Решетниково (Московская область)
Реше́тниково — посёлок городского типа в городском округе Клин Московской области России.
Население — 4624 чел. (2024).
Расположен у границы с Тверской областью в 115 км к северо-западу от Москвы, в 16 км к северо-западу от районного центра — города Клина. Железнодорожная станция Решетниково на линии Москва — Тверь (также здесь начинается ветка на Конаково). Третий по численности населения населённый пункт городского округа Клин после городов Клин и Высоковск.

## История
Одно из первых упоминаний о населённом пункте датируется 1767 годом в Планах Генерального межевания Клинского уезда от 1766—1770 годов. В середине XIX века Решетниково стало полустанком на Николаевской железной дороге. В 1961 году здесь была открыта опытная путевая машинная станция Октябрьской железной дороги, осуществляющая капитальный ремонт пути на участке Москва — Бологое.
Южная часть посёлка Решетниково среди местных жителей называется Алфёрово. На официальном уровне это название не признано.
В 1920—1990-х годах в районе Решетникова осуществлялись массированные торфоразработки. В посёлке находилось Алфёровское торфопредприятие, работал торфобрикетный завод, действовала сеть узкоколейных железных дорог.
Статус посёлка городского типа (рабочего посёлка) — с 1966 года.
В 1990-х—2000-х годах добыча торфа была свёрнута.
В 2025 году рабочий посёлок преобразован в посёлок городского типа.

## Население
| 1970  | 1979  | 1989  | 2002  | 2006  | 2009  | 2010  | 2012  |
| ----- | ----- | ----- | ----- | ----- | ----- | ----- | ----- |
| 5534  | ↘4756 | ↘4151 | ↘3219 | ↘3200 | ↗3220 | ↘3118 | ↗3129 |
| 2013  | 2014  | 2015  | 2016  | 2017  | 2018  | 2019  | 2020  |
| ↗3145 | ↗3213 | ↗3261 | ↗3294 | ↗3346 | ↗3390 | ↗3395 | ↗3446 |
| 2021  | 2023  | 2024  |       |       |       |       |       |
| ↗4617 | ↗4637 | ↘4624 |       |       |       |       |       |

## Экономика
Жители, занятые в посёлке, работают на железнодорожной станции, ОПМС-1 ОЖД (опытная путевая машинная станция Октябрьской железной дороги, занимается капитальным ремонтом пути на участке Москва — Бологое) и в сфере обслуживания. Большинство жителей работает вне поселка, в Клину, Твери, Москве.

## Культура
Корпус колледжа Подмосковья  (бывший Геологоразведочный техникум им. Л. И. Ровнина), участковая больница.

## Образование
В посёлке располагается одна средняя общеобразовательная школа и два отделения дошкольного образования :
- МБОУ Алферовская средняя общеобразовательная школа

- МБДОУ Детский сад №29 "Брусничка"

- МБДОУ Детский сад № 9 "Тополек"[24]
- Корпус колледжа Подмосковья  (бывший Геологоразведочный техникум им. Л. И. Ровнина)

## Достопримечательности
К северо-западу от посёлка находится государственный комплекс «Завидово» (со статусом национального парка).